# Казе Пилоти (Терамо)
Казе Пилоти (итал. Case Pilotti) је насеље у Италији у округу Терамо, региону Абруцо.
Према процени из 2011. у насељу је живело 18 становника. Насеље се налази на надморској висини од 297 м.